# Bruce Hick
Bruce Hick (født 20. august 1963 i Rockhampton) er en australsk tidligere roer og tredobbelt verdensmester.
Hick vandt sin første VM-medalje i 1990, hvor han var med til at vinde bronze i letvægtsdobbeltfireren. Året efter vandt han guld i samme disciplin. Derpå skiftede han til letvægtsdobbeltsculleren, hvor han i 1992 vandt VM-guld sammen med Gary Lynagh, en præstation duoen gentog i året efter. I 1994 var han tilbage i dobbeltfireren, der vandt VM-sølv efter den danske båd, der her indledte sin dominans i disciplinen, hvilket indbragte danskerne kælenavnet "guldfireren". Ved VM i 1995 var Hick tilbage i dobbeltsculleren, nu sammen med Anthony Edwards, og de vandt her bronze.
Han deltog første gang ved OL i 1996 i Atlanta i letvægtsdobbeltsculleren sammen med Edwards, første gang disciplinen var på OL-programmet. Australierne indledte med at vinde deres indledende heat, hvorpå de blev nummer to i semifinalen. I finalen blev de besejret af Schweiz og Holland, der vandt henholdsvis guld og sølv, men var blot 0,21 sekunder efter hollænderne på tredjepladsen.
Ved VM i 1999 vandt Hick sølv i dobbeltsculleren, nu med Haimish Karrasch som makker. Ved OL 2000 på hjemmebane i Sydney roede han samme disciplin med Karrasch, og de vandt deres indledende heat. I semifinalen blev de nummer fire og måtte derfor i B-finalen, som de vandt, hvorfor de blev nummer syv samlet i disciplinen.

## OL-medaljer
- 1996:  Bronze i letvægtsdobbeltsculler